# Bétous
Bétous is een gemeente in het Franse departement Gers (regio Occitanie) en telt 95 inwoners (2009). De plaats maakt deel uit van het arrondissement Condom.

## Geografie
De oppervlakte van Bétous bedraagt 5,0 km², de bevolkingsdichtheid is dus 19 inwoners per km².
De onderstaande kaart toont de ligging van Bétous met de belangrijkste infrastructuur en aangrenzende gemeenten.

## Demografie
Onderstaande figuur toont het verloop van het inwonertal (bron: INSEE-tellingen).